# Chimik Voskresensk
Chimik Voskresensk (Ryska: Химик Воскресенск, svenska: Voskresensk kemist), är en ishockeyklubb från Voskresensk, Moskva oblast i Ryssland bildad 1953. Redan 1954 kom man tvåa i Klass B, sovjetiska andraligan, och kvalificerade sig därmed för Klass A, som den sovjetiska mästerskapsserien kallades. Då man tvivlade på att en stad av Voskresensks storlek skulle kunna underhålla ett lag i förstaligan så flyttades laget till Moskva under namnet Chimik Moskva till nästa säsong. Chimik Voskresensk fick spela kvar i Klass B. Säsongen 1956/57 flyttade dock Moskvalaget tillbaka till sin ursprungsstad.
1965 nådde klubben sin första stora nationella framgång genom en tredjeplacering i Sovjetiska mästerskapsserien. Framgången kom att upprepas även 1970, 1984 och 1990. Den största framången i klubbens historia nådde man 1989 då man nådde en silverplats i mästerskapserien.
Våren 1998 ändrade lagets status från att ha representerat staden Voskresensk, till att representera hela Moskva oblast (länet som omger Moskva) under namnet Chimik Moskva oblast. Detta påverkade laget negativt och man flyttades ner till andraligan, Vyssjaja liga, där man spelade fram till 2003 då man genom en andraplacering lyckades ta sig tillbaka till högsta ligan: Ryska superligan. Inför säsongen 2005/2006 beslutade länet att flytta laget från Voskresensk till Mytisjtji där man höll på att bygga en ny arena. Voskresensk behöll dock sin hockeyskola och sitt farmarlag och återuppväckte sitt A-lag som fick spela i Vyssjaja liga igen. 2009 beslutade klubben i Mytisjtji att anta namnet Atlant Mytisjtji och börja räkna sin historia från säsongen 2005/06. Tidigare historia ska istället räkans till den nya klubben Chimik Voskresensk.
Säsongen 2007/08 vann man Vyssjaja liga och kvalificerades sig därmed för spel i nystartade KHL säsongen 2008/2009. Den ekonomiska bördan blev dock för tung och KHL ansåg inte att klubben hade ekonomi för att få vara kvar en andra säsong. Efter ett år i Vyssjaja liga fick man inför säsongen 2010/2011 konstatera att man inte hade råd med det heller. Klubben var nu enbart represenderad i MHL, ungdomsligan, fram till 2015 då A-laget återuppväcktes och fick en plats i VHL.

## Kända spelare
- Igor Larionov, guldmedaljör i VM, OS och vinnare av Stanley Cup är född i Voskresensk och har Chimik som sin moderklubb.
- Valerij Kamenskij, guldmedaljör i VM, OS och vinnare av Stanley Cup är född i Voskresensk och har Chimik som sin moderklubb.